# 1682 en philosophie
Chronologie de la philosophie
- 1678
- 1679
- 1680
- 1681
- 1682
- 1683
- 1684
- 1685
- 1686

L’année 1682 a été marquée, en philosophie, par les événements suivants :

## Publications
- Pierre Bayle :  Pensées diverses écrites à un docteur de Sorbonne à l’occasion de la Comète qui parut au mois de décembre 1680 (1682). (édition Paris : GF, 2007).

- François Bernier :  Doutes de M. Bernier sur quelques-uns des principaux chapitres de son Abrégé de Gassendi, Paris, 1682, in-12 [1];

- Antoine Legrand :  Animadvertiones ad Jocobim Rohaultii tratatum phuysicum, Londres, 1682, in-8°

- Jakob Thomasius : Dissertationes ad stoicae philosophiae.

- Charles Joseph Tricassin : La Philosophie de Monsieur Descartes contraire à la foi catholique avec la réfutation d'un imprimé fait depuis peu pour sa défense, Paris, Guy Caillou.

## Naissances
- 13 novembre à Nuremberg : Michael Alberti, mort le 17 mai 1757 à Halle, est un médecin, physicien et un philosophe.